# Heteronyx doctus
Heteronyx doctus är en skalbaggsart som beskrevs av Blackburn 1890. Heteronyx doctus ingår i släktet Heteronyx och familjen Melolonthidae. Inga underarter finns listade i Catalogue of Life.